# Ферчайлд (містечко, Вісконсин)
Ферчайлд (англ. Fairchild) — місто (англ. town) в США, в окрузі О-Клер штату Вісконсин. Населення — 451 особа (2020).

## Демографія
Згідно з переписом 2010 року, у місті мешкали 343 особи в 120 домогосподарствах у складі 94 родин. Було 197 помешкань
Расовий склад населення:
| - 99,4 % — білих - 0,6 % — корінних американців |

До двох чи більше рас належало 0,0 %. Частка іспаномовних становила 0,0 % від усіх жителів.
За віковим діапазоном населення розподілялося таким чином: 24,2 % — особи молодші 18 років, 58,6 % — особи у віці 18—64 років, 17,2 % — особи у віці 65 років та старші. Медіана віку мешканця становила 44,8 року. На 100 осіб жіночої статі у місті припадало 100,6 чоловіків;  на 100 жінок у віці від 18 років та старших — 103,1 чоловіків також старших 18 років.
Середній дохід на одне домашнє господарство  становив 49 874 долари США (медіана — 49 688), а середній дохід на одну сім'ю — 57 324 долари (медіана — 51 250). Медіана доходів становила 50 682 долари для чоловіків та 30 417 доларів для жінок. За межею бідності перебувало 19,6 % осіб, у тому числі 5,7 % дітей у віці до 18 років та 19,6 % осіб у віці 65 років та старших.
Цивільне працевлаштоване населення становило 123 особи. Основні галузі зайнятості: сільське господарство, лісництво, риболовля — 17,9 %, освіта, охорона здоров'я та соціальна допомога — 16,3 %, роздрібна торгівля — 14,6 %.